# 津波避難施設

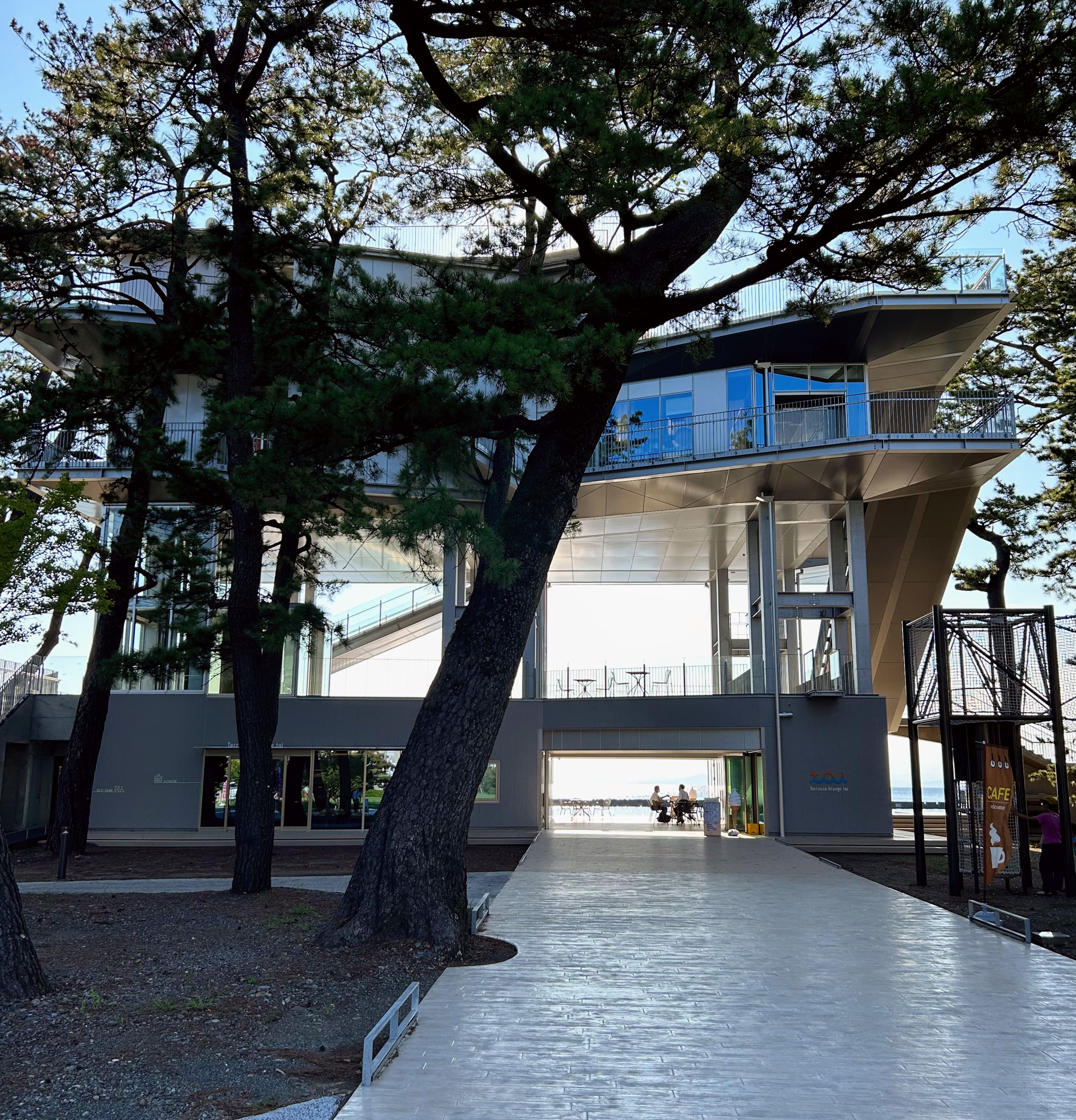
観光・商業施設と津波避難施設の複合施設の例（テラッセ オレンジ トイ）

津波避難施設（つなみひなんしせつ）は、津波から人の命を守るために人為的に整備された施設をいう。ここでは、陸域にあって、土地や土地に定着するものを対象に記載する。

## 概要
津波は波高が高く、かつ流速が早いため、海岸に到達した後も、河川や陸上を奥深くまで遡上する場合がある。そのような津波の遡上をシミュレーション等によって確認し、浸水被害に遭うことが想定される区域を「浸水想定区域」と呼ぶ。津波からの避難は、津波外力による被害を避けるため、浸水想定区域の外の安全な土地に避難することが基本となる。
津波が遡上する範囲は、津波の規模や地形条件によって様々である。山や崖があれば、それにより一定の高さで遡上が止まり、平野であれば、水平距離により波力が減衰して遡上が止まる。東日本大震災では、仙台平野において高規格幹線道路の盛土で津波の遡上が止まったことが確認されている。
津波の遡上が及ばない高台や盛土、遠方の土地に避難することが必要であるが、そのような土地に到達できない場合には、津波浸水想定区域内、またはこれに隣接し、基準水位（津波浸水想定に定める水深に係る水位に建築物等への衝突による津波の水位の上昇を考慮して必要と認められる値を加えて定める水位）以上に避難できるスペースをもつ土地や、津波避難施設などの工作物に避難することになる。また、これらの土地や工作物に至る階段やスロープを整備することになる。そのような津波避難を目的に（または目的の一つに）整備された土地、工作物、階段やスロープを津波避難施設とする。
また、浸水想定区域内にある津波避難を目的とする工作物を特に「津波避難ビル等」という。津波避難ビル等には、建築物によるものと、建築物以外の工作物によるものがある。
なお、浸水想定区域内にあっても、盛土等により土地の高度が増し、浸水想定区域外になるものもある。そうした土地の区域やそこに至る階段やスロープ等も津波避難を目的とするものは津波避難施設といえる。
- 津波避難施設（津波避難を目的とするもの） - ここでは、陸域にあって、土地や土地に定着するものを対象とする。
  - 津波浸水想定区域外
    - 高台や盛土された土地
      - そこに至る階段やスロープ

  - 津波浸水想定区域内
    - 工作物（津波避難ビル等）
      - 建築物（津波避難ビル）
      - 建築物以外の工作物（津波避難タワー）

## 津波避難の特徴
避難行動は、災害等の危険から「命を守るための行動」とされる。避難には、災害の種別に応じて、指定避難場所や安全な場所へ移動する避難行動＝「立ち退き避難」（「水平避難（又は水平移動）」を含む。）、屋内に留まる安全確保＝「屋内安全確保」（「待避」、屋内の２階以上の安全を確保できる高さに移動する「垂直避難（又は垂直移動）」を含む。）があるとされる。
津波避難は、立ち退き避難を基本としつつ、浸水想定区域の外の安全な土地に避難するが難しい場合には、津波避難施設である「高台や盛土された土地」「津波避難ビル等」に垂直避難するところに特徴がある。また、津波の襲来時にいる場所が安全である場合は、その場所に待避することになる。

## 津波避難施設の特徴

### 高台や盛土された土地
高台や盛土された土地は、浸水想定区域内に隣接する、または、浸水想定区域に囲まれた土地であって、基準水位以上の高さに位置するものが該当する。
高台は、築堤や盛土など人工的に地盤の高さを周囲より高くした場所、あるいは自然地形で標高の高い場所を立ち入りが可能なように整備した場所が該当する。静岡県内には「命山」（いのちやま）と呼ばれる盛土された塚があり、江戸時代頃から津波や高潮の避難用に整備されてきたことが知られている。

### 津波避難ビル

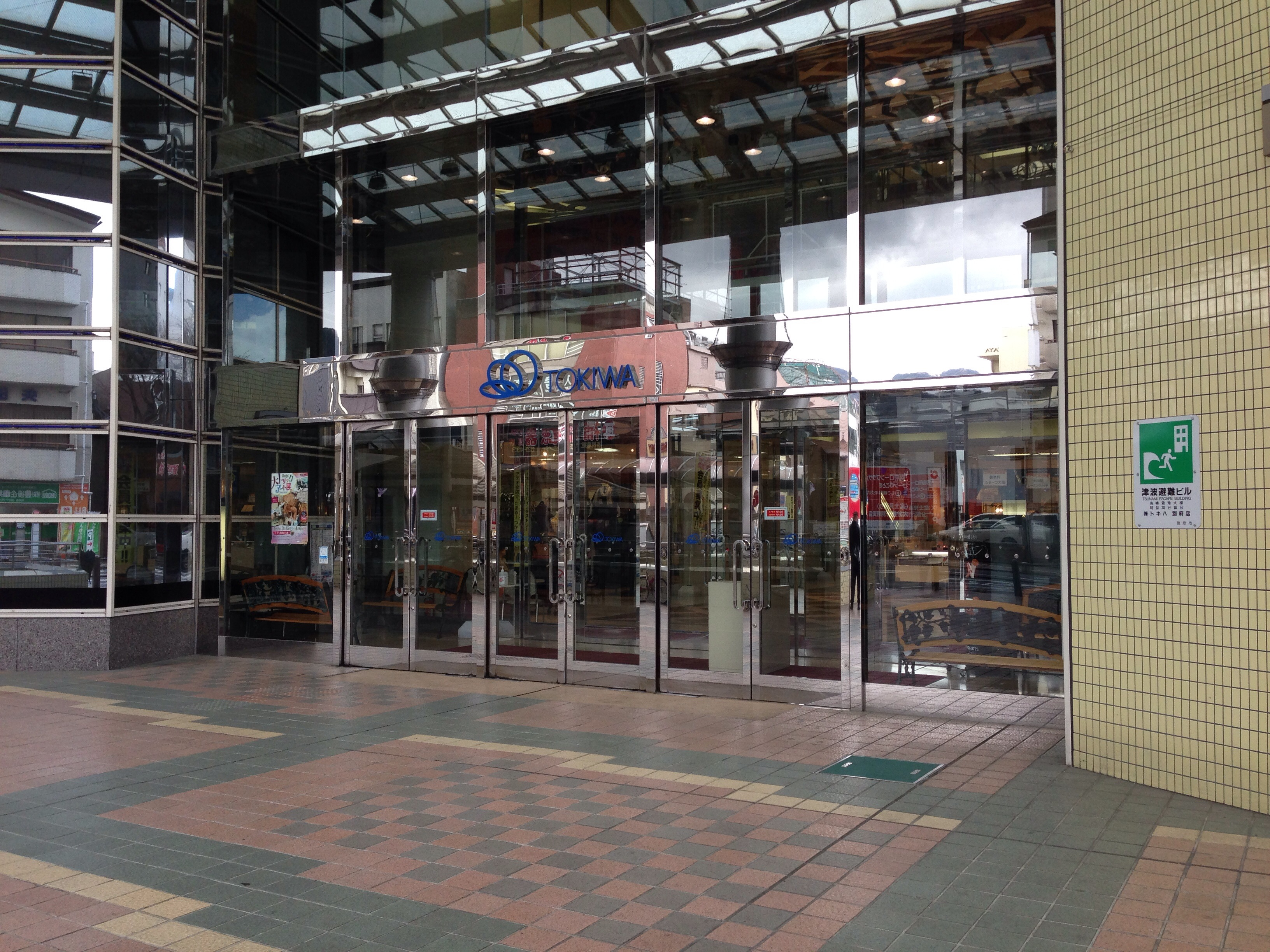
津波避難ビルの一例（トキハ別府店）

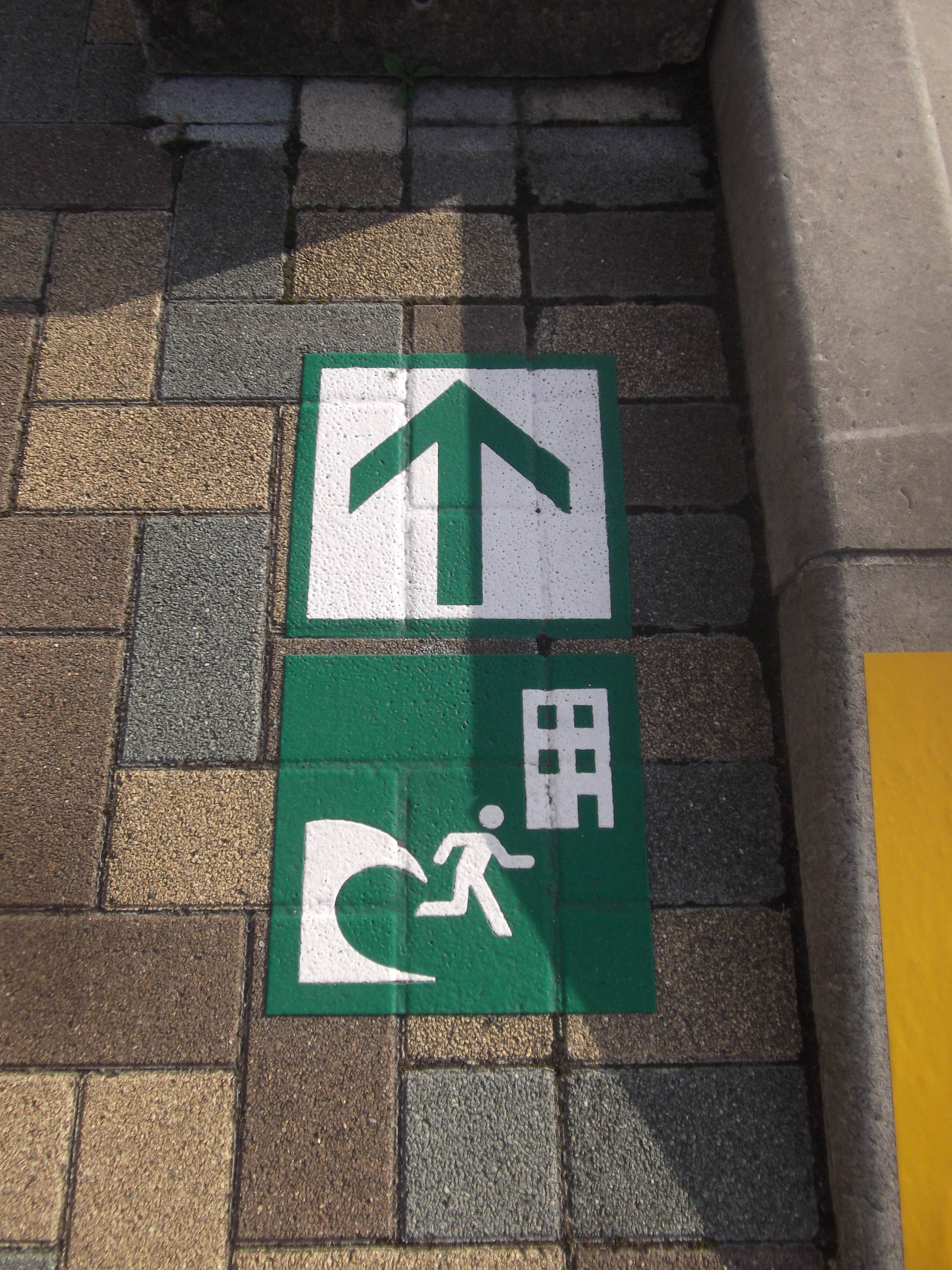
津波避難ビルへのルートを示すピクトグラム

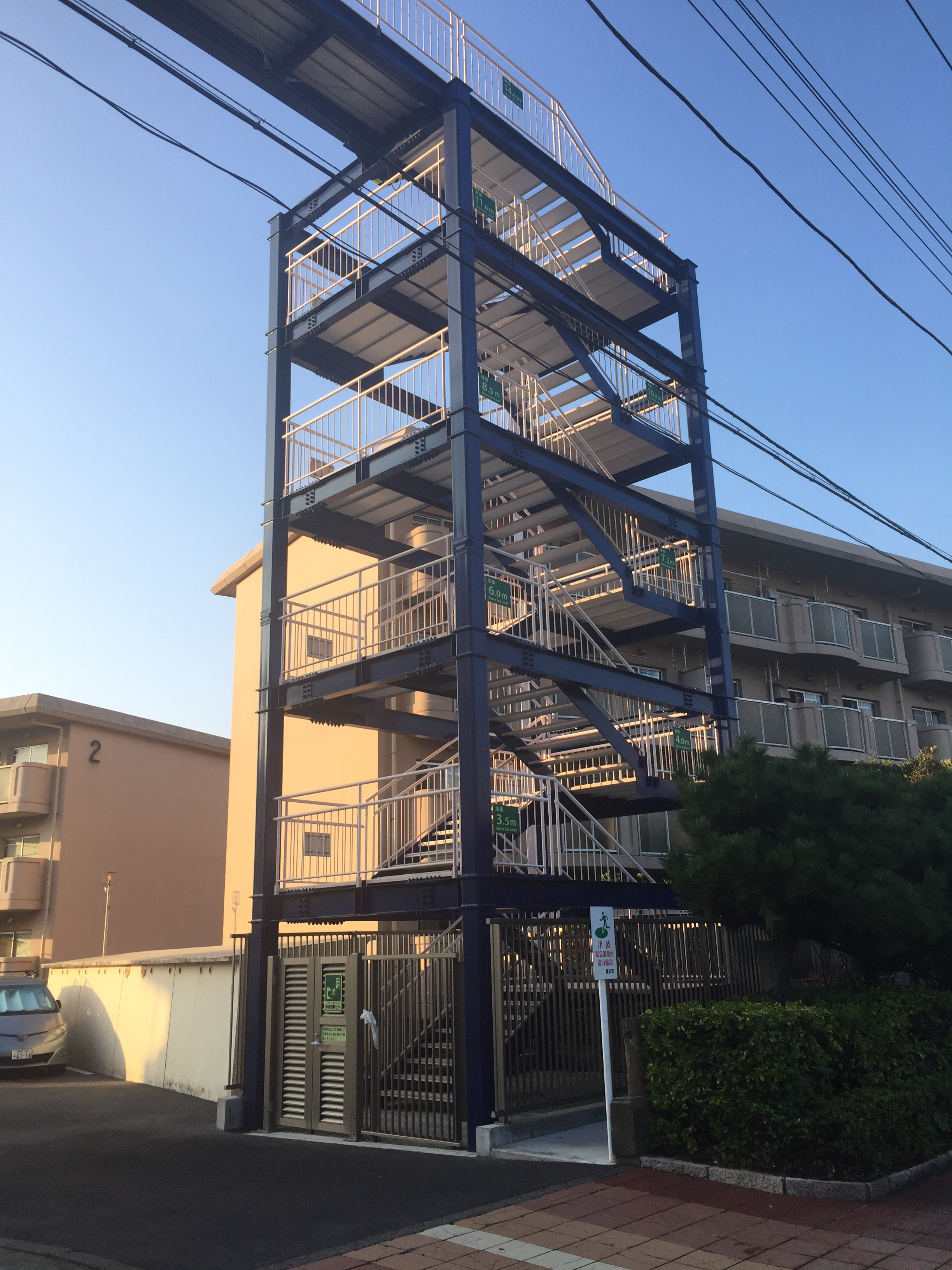
津波避難ビルへ外から登るための緊急用階段

津波避難ビルは、浸水想定区域内にある津波避難を目的とする工作物であって、建築物であるものが該当する。
建築物とは「土地に定着する工作物のうち、屋根及び柱若しくは壁を有するもの（これに類する構造のものを含む。）、これに附属する門若しくは塀、観覧のための工作物又は地下若しくは高架の工作物内に設ける事務所、店舗、興行場、倉庫その他これらに類する施設（鉄道及び軌道の線路敷地内の運転保安に関する施設並びに跨線橋、プラットホームの上家、貯蔵槽その他これらに類する施設を除く。）をいい、建築設備を含むものとする。」（建築基準法第二条第一号）とされている。
これら、建築物を活用して、津波避難のスペース、そこに至る階段やスロープ等の垂直移動施設を備えたものを津波避難ビルとする。津波避難スペースは、屋上や外廊下等の外部空間を活用するものと、屋内を活用するものが考えられる。垂直移動施設には、建築物に設置されている屋内外の階段等を用いる。ただし、津波避難ビルには、建築物の外部から避難してくることも考えられるので、新たに、外階段を設置するものもある。
津波避難ビルについては、内閣府が2005年に指針を定めており、新耐震基準（1981年施行）を満たす鉄筋コンクリート造または鉄骨鉄筋コンクリート造、想定される浸水深に応じて2～4階建て以上等を要件としている。
また、「津波防災地域づくりに関する法律」（平成二十三年十二月十四日法律第百二十三号）に基づき、「指定避難施設」として市町村長が指定する場合は、省令で定める安全な構造にすること（津波浸水想定を設定する際に想定した津波に対して安全な構造方法等を定める件（平成23年12月27日国土交通省告示第1318号））、基準水位以上の高さに避難上有効な屋上その他の場所が配置され、かつ、当該場所までの避難上有効な階段その他の経路があること等の要件を満たすことが必要になる。

### 複合施設（平時利用と災害時利用の複合）
平時には公共施設、商業施設、観光施設として利用し、津波災害時には避難施設としても機能するもの。上述の「津波避難ビル」も複合施設であるが、ここでは、津波避難ビルが平時の機能に避難施設としての機能を持たせたものであることに対し、施設の構想段階から平時利用と災害時利用を想定し、計画・設計されたものを特にいうものとする。後述する「テラッセ オレンジ トイ」（静岡県伊豆市）は、津波災害時には避難施設として機能し、平時は観光施設や商業施設としても機能する。伊豆市の海岸部は全国で唯一、津波災害特別警戒区域（オレンジゾーン）に指定され、津波に強いまちづくりを進めているが「伊豆市“海と共に生きる”観光防災まちづくり推進計画」を作成し、観光との両立をめざしたまちづくりに取り組んでいる。2024年「南海トラフ地震臨時情報（巨大地震注意）」発表においては、テラッセ オレンジ トイを始めとする取り組みにより、非常時における観光地としての訪問先として選ばれたことが報道された。

### 津波避難タワー

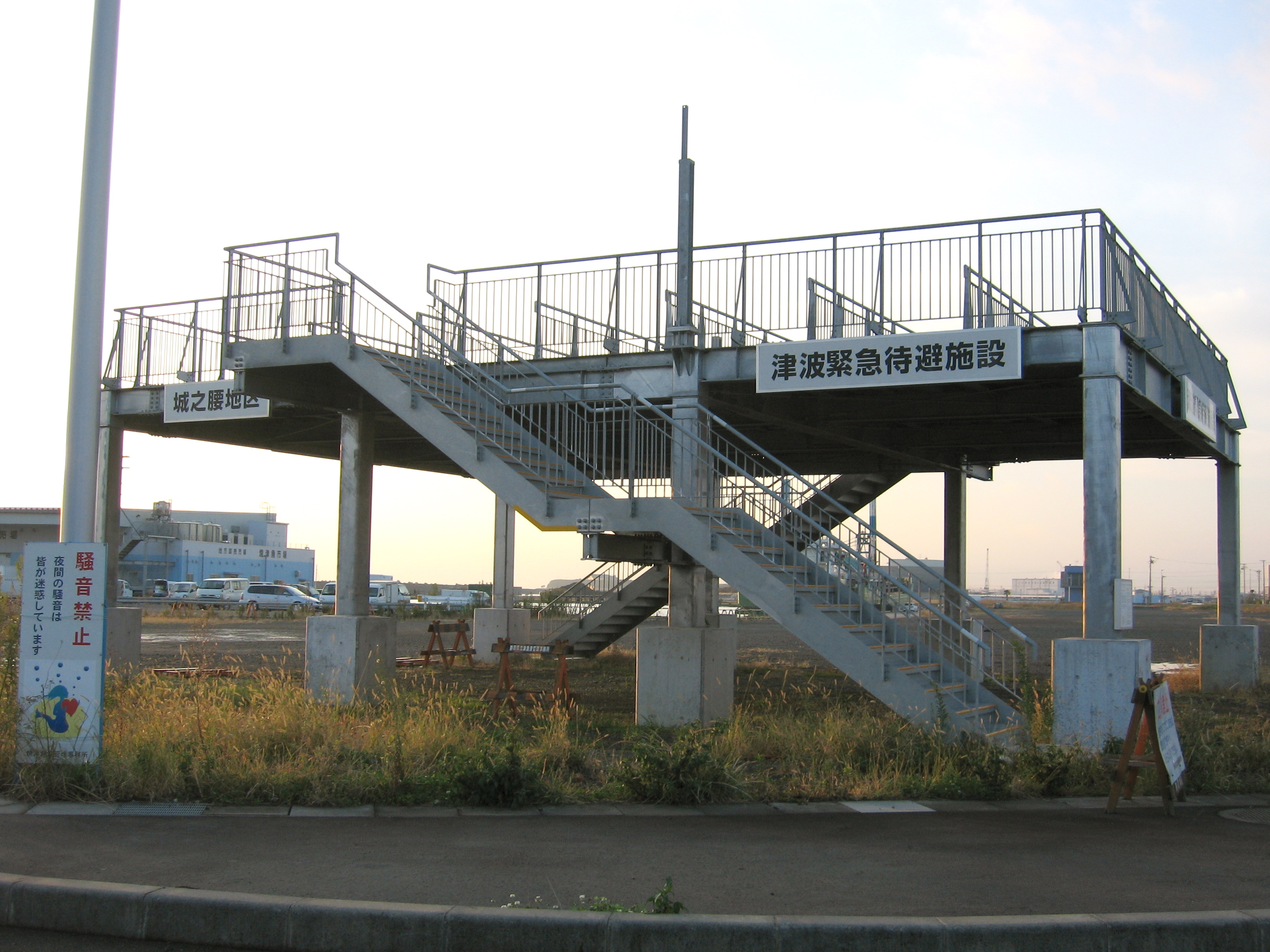
静岡県焼津市の津波緊急退避施設

津波避難タワーは、浸水想定区域内にある津波避難を目的とする工作物であって、建築物以外の工作物であるものが該当する。内閣府によると、日本国内では2021年4月までに23都道府県で502棟建てられ、東日本大震災前（45棟）の11倍に増えた。
建築物以外の工作物には、建築基準法において、煙突、広告塔、高架水槽、擁壁その他これらに類するもの等があり、一定の規模以上のもの等は建築物と同様に、建築基準法に基づく建築確認を受ける必要がある。また、「津波防災地域づくりに関する法律」（平成二十三年十二月十四日法律第百二十三号）に基づき、「指定避難施設」として市町村長が指定する場合は、指定避難施設とする建築物と同様の要件を満たすことが必要になる。
なお、工作物の対象は広範であるため、津波避難タワーのイメージはつかみにくいが、一般的には、柱と梁を構造とする鉄骨造などであり、上部に避難のスペースを有し、そこに上るための階段やスロープを有するものをいう。ただし、高層の建築物で塔状のものの名称には「タワー」という語を含んでいるものがあることから、建築物であっても、津波避難施設であっても津波避難タワーと呼ばれている場合もある。宮城県仙台市が整備した「中野五丁目津波避難タワー」（2015年）は、3階相当部分に屋根と外壁を持つ避難スペースがあり、建築物として整備されている。
津波避難タワーは、建築敷地や駐車場等に建てられることが多いが、2013年（平成25年）の道路法改正により、道路占用許可が認められる物件となったことから、今後は道路上に建てられるものも出てくると考えられる。道路に建てる利点は、津波避難を目的としつつ通常は横断歩道橋として活用できること、用地がない場合でも対応可能なことなどがある。静岡県吉田町は、法改正にもつながった道路上の津波避難タワーの検討を行い、2013年9月23日に完成、同年10月15日から供用開始した。
津波避難タワーについては、建築物か工作物かの判断が固まっておらず、また、安全基準も整備されていない。このため、国による基準整備が求められている状況である。管理面についても展望台として常時開放している施設もあれば、安全上の問題から規模の大きい地震時のみ開放される施設もあるなど様々である。
また、「避難タワーは耐久性、高さともに安全性に限界があるが、住宅地に近いため誘導効果をもちやすい。想定以上の津波が来た場合、相当の犠牲者を生む危険性がある」との警告もされている。

### 津波避難シェルター
津波到達までに避難時間を確保できない場合に対応するため、緊急的に津波から逃れるシェルターが検討されている。高知県は南海トラフ巨大地震の発生に備え、室戸市内に津波避難シェルターを設置することとしている。室戸市内の集落の崖地に、トンネルと立て坑からなる施設を検討している。

## 津波避難施設の定義

### 内閣府による「津波避難ビル等」の定義
「津波避難ビル等に係るガイドライン」（平成17年6月）津波避難ビル等に係るガイドライン検討会 内閣府政策統括官（防災担当） による定義は次の通り。
（ただし、その後、東日本大震災での津波被害を踏まえ、関係法令が整備されているため、必ずしもこの定義が当てはまらない場合がある。）

#### 津波避難ビル等
津波浸水予想地域内において、地域住民等が一時もしくは緊急避難・退避する施設（人工構造物に限る）をいう。なお、津波による浸水の恐れのない地域の避難施設や高台は含まない。 
津波避難ビル等の指定を検討する際の構造的要件（耐震性及び津波に対する構造安全性）について、次のように定めている。 

##### 基本方針
（1）耐震性
耐震診断によって耐震安全性が確認されていること、または、新耐震設計基準（1981年（昭和56 年）施行）に適合していることを基本とする。
（2）津波に対する構造安全性
原則として RC または SRC 構造とし、想定浸水深に応じて、階数や、津波の進行方向の奥行きを考慮する。

### 国土交通省港湾局による「津波避難施設」の定義
「港湾の津波避難施設の設計ガイドライン」（平成25年10月）国土交通省港湾局 による定義は次の通り。
津波避難施設 （A種）
最大クラスの津波を対象とし、港湾における避難困難地域の避難者が津波から緊急的・一時的に避難することを目的としたものであり、港湾の特性への対応が考慮された津波避難施設のこと。津波避難ビル、津波避難タワー、高台等がある。
津波避難施設 （B種）
最大クラスの津波に対応しないものの、発生頻度の高い津波以上の津波を対象とし、港湾における避難困難地域の避難者が津波から緊急的・一時的に退避する際に活用できる津波避難施設のこと。最大クラスの津波が発生した際には津波避難施設として機能しなくなることから、最大クラスの津波に対応できる施設に避難できない場合に、やむを得ず一時的・緊急的に退避する、「津波緊急退避用施設」と位置付けられる。既存の施設の機能的、構造的な補強を施して活用することや新設の港湾施設に津波避難機能も付加したものが考えられる。

## 関係法令
建築基準法（法第二条、法第八十八条第一項、施行令第百三十八条第一項第四号）
建築基準法の「建築物」は、土地に定着する工作物のうち、屋根及び柱もしくは壁を有するもの（これに類する構造のものを含む。）、これに附属する門もしくは塀、観覧のための工作物又は地下もしくは高架の工作物内に設ける事務所、店舗、興行場、倉庫その他これらに類する施設（鉄道及び軌道の線路敷地内の運転保安に関する施設並びに跨線橋、プラットホームの上家、貯蔵槽その他これらに類する施設を除く。）をいい、建築設備を含むものとしている（建築基準法第二条）。津波避難タワーの形態としては、架台や物見塔に類するものを建築物の屋上に設置する場合や、地上に自立して設置する場合等が考えられる。これらの施設を建築基準法上の工作物として取り扱うか、建築物又は建築物の一部として取り扱うかについて、①架台が建築設備の架台など建築物の一部として利用されないこと、②架台の下部が屋内的用途に供されない又は架台の床が屋根としての機能を果たさない（グレーチング、すのこ状）ことの二点が確認できれば、建築基準法施行令第百三十八条第一項第四号（物見塔その他これらに類するもの）に該当する工作物として取り扱うとの見解が示されている。なお、物見塔その他これらに類するものについては、附属物も含めた高さが8 mを超えなければ建築確認申請の必要はない。
道路法（法第三十二条、施行令第七条第三号）
道路上に津波避難タワー等の工作物を設置する際には、道路法（昭和二十七年六月十日法律第百八十号）第三十二条に基づき、道路管理者の許可（道路占用許可）を受けなければならない。道路占用が認められる物件は、道路法第三十二条及び道路法施行令第七条に掲げる物件に限られており（限定列挙）、従来、津波避難タワー等は認められていなかったが、「道路法施行令及び道路整備特別措置法施行令の一部を改正する政令について」（平成25年4月1日施行）に基づき、道路法施行令第七条に第三号として「津波からの一時的な避難場所としての機能を有する堅固な施設」が追加され、道路占用が認められる物件となった。
津波防災地域づくりに関する法律（法第五十六条）
津波防災地域づくりに関する法律では、津波災害警戒区域において、津波の発生時における円滑かつ迅速な避難の確保を図るため、基準に適合するものを指定避難施設として、市町村長が指定できるものとしている。
一 当該施設が津波に対して安全な構造のものとして国土交通省令で定める技術的基準に適合するものであること。
二 基準水位以上の高さに避難上有効な屋上その他の場所が配置され、かつ、当該場所までの避難上有効な階段その他の経路があること。
三 津波の発生時において当該施設が住民等に開放されることその他当該施設の管理方法が内閣府令・国土交通省令で定める基準に適合するものであること。

## 津波避難施設の事例
錦タワー（にしきタワー）
三重県大紀町（1998年）
収容避難場所・展望台・防災資料館として整備された建築物
鉄筋コンクリート造、高さ21.8メートル (m)、5階建
望海橋（ぼうかいきょう）
北海道奥尻町青苗地区（2000年）
漁港施設として整備された人工地盤。高さ約7.7 m、面積4,650 m2。
平常時、下部は網干し場や網の保管場所として、上部は漁業者・地域住民・観光客などの憩いの場として利用利用されている。
平成5年（1993年）の北海道南西沖地震で青苗地区は多くの犠牲者を出したため、防災施設の整備や集落の再建などと一体となった漁港施設整備を行った。
畔名地区津波避難タワー（あぜなちくつなみひなんタワー）
三重県志摩市大王町（2004年）
鉄骨造タワー、工作物、高さ7.9 m（避難スペースは高さ5.6 m）、面積25 m2。
フジワラ産業株式会社のタスカルタワー1号機、同社の助かるタワーは全国に34基が設置されている（平成25年10月時点）。
福良港津波防災ステーション（ふくらこうつなみぼうさいステーション）
兵庫県南あわじ市（2010年）
鉄骨鋼板構造（2階建）。外壁には赤錆が特徴的な耐候性鋼材を使用。延べ床面積約375 m2、海抜高さ6.6 m（2階）、9.6 m（屋上）。
津波対策に特化した複合施設で、避難施設としての役割（2階及び屋上）の他に福良港の陸閘・樋門・水門計37基の遠隔制御室（2階）、防災無線放送設備及び福良港の映像を市役所等へ伝送する情報伝達機能を備えるほか、通常時は1階と2階が津波防災学習室となっており各種展示物、体験装置、プロジェクター等を設置している。
2011年度日本建築家協会賞受賞。
御前崎公民館退避櫓（おまえざきこうみんかんたいひやぐら）
静岡県御前崎市（2012年）
鉄骨造タワー、工作物、高さ7.9 m（避難スペースは高さ5.6 m）、面積25 m2。
吉田町津波避難タワー（よしだちょうつなみひなんタワー）
静岡県吉田町（2013年）
町道の上空に建つ横断歩道橋を兼ねた津波避難タワー。平成25年9月23日に2基が完成した。また、平成26年4月までに15基を整備した。そのうち津波避難タワーＬは、避難スペースの高さ6.3 m、面積420 m2、628 m2、工事費3億2,000万円とされている。
掛川津波避難タワー（かけがわつなみひなんタワー）
静岡県掛川市（2013年）
プレストレスト・コンクリート（PC）造の 津波避難タワー。平成25年3月27日に2基（菊浜地区、今沢地区）が完成した。
避難スペースの高さ10.5 m、避難スペースが16.7 m×12 m（菊浜地区）
津波一時避難施設「湊命山」（みなといのちやま）
静岡県袋井市（2013年）
人工高台（平成の命山といわれている）、敷地面積約6,433 m2、収容面積約1,300 m2（避難スペース面積）、収容人員約1,300人（1人/m2を基準とした場合）、高さ海抜10 m
「紀宝町防災拠点施設」（きほうちょうぼうさいきょてん）
三重県紀宝町（2013年）
紀宝町の防災拠点として整備されたもので、鉄筋コンクリート造6階建て。敷地面積5,927.45 m2、延べ床面積993.37 m2、4階は総務課防災対策係の執務室、防災行政無線機器室、住民基本台帳や戸籍情報などを管理するサーバー室、非常時の食料や防災用品の備蓄倉庫。5階は約800人が収容できる一時避難スペース、6階（屋上）は自家発電機器が設置。
「津波避難用築山」（つなみひなんようつきやま）
静岡県沼津市（2014年計画、2016年供用開始）
津波避難用築山で、頂上の面積約110 m2（避難スペース面積）、収容人員約300人、高さ海抜14 m（頂上部分に高さ1 mの避難デッキを設けて最終的に海抜15 mの高さにする予定。）
「津波避難シェルター」（つなみひなんシェルター）
高知県（2014）
室戸市佐喜浜町都呂地区、横穴式のトンネル部とらせん階段付の立坑部からなるシェルター。トンネル部の概要は、延長32.6 m、幅員3 m、高さ3.5 m、うち避難可能部分は延長23.8 m、71.4 m2、収容人員は71人。入り口に二重の止水扉を設置するほか、入り口の前には、津波による漂流物から扉を守るため高さ4 m、直径1 mの衝突防止柱を３本設置。奥には仮設トイレを設ける。立坑部の概要は、高さ23.9 m、直径2.5 m、らせん階段を設ける。
「命山」（いのちやま）
静岡県静岡市（2014計画、2016供用開始）
清水区三保地区に、津波避難施設として市内初となる「命山」を整備。土地は、地元企業（三井・デュポンフロロケミカル）が、工場の操業50周年に合わせ市に無償譲渡。
「中野五丁目津波避難タワー」（なかのごちょうめつなみひなんタワー）
宮城県仙台市（2015）
鉄骨造（2階建）屋外階段、スロープ付き、延べ面積398 m2、収容人員300人、高さ 2階部分避難スペース6 m、最上階避難スペース9 m、トイレ3台、発電機1台、防災行政用無線1機、毛布・非常食・飲料水各300名分
仙台市は東日本大震災の教訓を踏まえ津波避難施設の整備を進めており「中野五丁目津波避難タワー」が第一号の完成。今後、学校施設への外階段設置型（2カ所）、その他の10カ所を整備する。
「佐賀地区津波避難タワー」（さがちくつなみひなんタワー）
高知県幡多郡黒潮町（2017）
東日本大震災後に制定された国及び県の設計基準を満足する耐力の津波避難タワーである。高さ25 mの日本最大級の高さの津波避難タワーで、車椅子等の避難者に対応するためスロープを設置している。最上階には、防寒・暴風雨対策のために屋根と壁で囲まれた居室部がある。液状化対策として、約30ｍの基礎杭を26本打設している。漂流物対策として、タワーの南北側に漂流物などがタワーを支える柱に直接衝突しないよう緩衝用の柱を設置している。
湘南海岸公園津波避難タワー
神奈川県藤沢市
いわしの交流センター津波避難タワー
千葉県山武郡九十九里町
佐藤山（さとうやま）
宮城県東松島市にある、私設の津波避難施設。
テラッセ オレンジ トイ
静岡県伊豆市（2024）
鉄骨造、一部鉄骨鉄筋コンクリート造（基礎）、鉄筋コンクリート造（トイレ棟・階段棟）、地上４階建て（建築物の最高高さ18.8ｍ）、避難スペースは３階以上（想定津波高さ海抜10ｍ＋余裕高４ｍ）
用途：避難所、飲食・物販店舗（津波避難タワーを平時は観光施設として使用、伊豆市は、WEBサイトにおいて「海で遊ぶ観光客や地域住民を津波の脅威から守る「避難施設」と、平常時には遊び、くつろぎ、交流できる「観光施設」を兼ね備えた全国初の津波避難複合施設」と紹介している。）。災害時は、一時避難スペース（避難面積約600ｍ2 避難者数約1,200人）として機能する。

## 津波避難タワーのメーカー（五十音順）
株式会社エム・プランニング
名称：「退避櫓」事例：静岡県御前崎市、千葉県旭市等 特徴：螺旋状のスロープ付のものがある。
高知丸高
名称：「津波避難歩道橋」事例：高知県四万十市 特徴：手巻式ゴンドラ付避難歩道橋
日鐵住金建材株式会社
名称：「セーフガードタワー」
日本車輌製造株式会社
名称：「津波避難タワー」
フジワラ産業株式会社
名称：「タスカルタワー」事例：三重県志摩市大王町等

## 津波避難施設の提案・設計（五十音順）
サンパワー株式会社、株式会社エコア総合設計
「津波避難シェルターを備えた新型風力発電施設」
一般社団法人プレストレスト・コンクリート建設業協会
「津波対策用人工地盤」
常石鉄工株式会社
「鋼製浮函型の津波対応型シェルター」